# 黄集镇 (徐州市)
黄集镇，是中华人民共和国江苏省徐州市铜山区下辖的一个乡镇级行政单位。

## 行政区划
黄集镇下辖以下地区：
左庄村、谢庄村、运城村、传楼村、黄东村、黄西村、高楼村、圣范村、聂楼村、金楼村、平楼村、杨庄村、神洼村、陈楼村、吕楼村、王岗集村、朱楼村和三座楼村。